# NGC 7698
NGC 7698 este o galaxie situată în constelația Pegas. A fost descoperită în 26 septembrie 1883 de către Édouard Stephan⁠(d).